# Бенито Бонито
Бенито Бонито (исп. Benito Bonito) по прозвищу «Кровавый Клинок» (исп. Espada Sangrienta, англ. Bloody sword) — персонаж известных легенд о пиратах Карибского моря и Тихого океана начала XIX века, в частности, согласно легендам, он зарыл огромные сокровища или на острове Кокос (Коста-Рика), или около городка Квинсклифф (Виктория, Австралия). И хотя многие источники соглашаются с реальностью Бенито Бонито, нет никаких исторических свидетельств о пирате, капере или буканьере с именно таким именем, поэтому часто его имя ассоциируется с другими пиратами.

## История Мэри Уэлч
Широкую огласку романтические приключения Кровавого Клинка получили в 1853 году, когда в газете Сан-Франциско было опубликовано интервью, взятое у Мэри Уэлч (Mary Welch или Welsh). Эта женщина, приехавшая с мужем из Австралии, заявляла, что в 1820 году она была похищена в Панаме капитаном Бенито Бонито — «пиратом, чье имя внушало ужас в сердца всех, кто жил в тех страшных местах». По её словам, под псевдонимом Бенито Бонито скрывался «настоящий английский джентльмен удачи» Александр Грэм (Грэхем или Грахам, Alexander Grahame), британский капитан, который в 1805 году во время Трафальгарской битвы командовал бригом «Девоншир». Однако Горацио Нельсон не наградил его должным образом, и Грэм отвёл свой бриг в американские воды с намерением стать пиратом. Большая часть команды поддержала своего капитана, остальных высадили на панамском берегу.
Первой известной его добычей стал галеон «Релампаго», захваченный у Акапулько. После этого нападения пират доставил добычу на необитаемый остров Кокос. На берегу бухты Уэйфер матросы прорыли шахту в подземную пещеру, где и спрятали награбленное. Через шесть месяцев Кровавый Клинок снова вернулся на остров Кокос с добычей, «которая была не менее первой», золото выгрузили на берег и снова укрыли в пещере.
Во время третьего похода Бенито Бонито не повезло: он был настигнут двумя британскими королевскими фрегатами у побережья Коста-Рики, которые загнали его корабль на отмель, и схвачен. Он успел передать Мэри карту с обозначенным на ней местом спрятанных сокровищ. После этого Бенито Бонито и большую часть команды без суда повесили на реях (по другой версии их казнили уже в Англии), а «раскаявшихся» Мэри и нескольких разбойников английские военные моряки увезли в Лондон. Королевский суд приговорил Мэри к каторжным работам на острове Тасмания, там она вышла замуж за Джона Уэлча, с которым после окончания срока наказания переселилась в Калифорнию.
Правдивость рассказа Мэри Уэлч поставлена под сомнение. По её словам, Грэм-Бонито якобы стал пиратом вскоре после Трафальгарской битвы — то есть в 1805 году. А юную красавицу он похитил, когда ей исполнилось восемнадцать лет — в 1820 году, причём это произошло якобы в начале его пиратской «карьеры». В британских архивах историки не смогли разыскать судебное дело по процессу подруги Кровавого Клинка и других пиратов «Девоншира», доставленных в Лондон. Более того, ни в одном документе, относящемся к делу пирата Александра Грэма, имя «Мэри» не упоминается.

## Александр Грахам
Вместе с тем, согласно основной версии, пират Бенито Бонито действительно был Александром Грахамом. Точная дата рождения этого человека не установлена. Свою карьеру он начал в английском Королевском флоте, дослужился до капитана брига «Девоншир» и отличился в знаменитом Трафальгарском сражении. В 1818 году «Девоншир» находился в дальнем походе у тихоокеанских берегов Америки, где шла война за независимость испанских колоний. Причина, по которой Александр Грахам решил стать пиратом, точно неизвестна. Согласно некоторым источникам, на решение стать морским разбойником повлияли полученные капитаном «Девоншира» ценные сведения о перевозке испанцами добытого на рудниках Мексики золота и серебра в порт Акапулько.
У берегов Америки капитан Грахам объявил команде, что намерен навсегда забыть о военной присяге, захватить испанское добро и отныне заботиться только о собственном благе.
Согласно этой версии, Грахам, чтобы не подвергать опасности своих оставшихся в Англии родственников, взял себе имя Бенито Бонито. Он совершил несколько удачных пиратских рейдов, причём первым из них был захват каравана с золотом. Золото и серебро испанцы доставляли на лошадях и мулах к морю, где в заранее условленном месте, перед погрузкой на корабль, передавали по описи охранникам в специальной форме. Располагая точными сведениями о маршруте и месте назначения «золотого» каравана, Грахам высадился на берег и напал на ожидавший ценный груз отряд охраны.
Переодев своих матросов в форму убитых охранников, пират дождался прибытия каравана, неожиданно атаковал и перебил сопровождавших его испанских солдат. Погрузив золото и серебро на свой корабль, Кровавый Клинок скрылся. По другим данным, Бонито высадился на сушу, захватил конвой, переодел своих людей в их форму, и на виду у всех погрузил золото на корабль, причём это преступление прошло без кровопролития.

## Другие версии
По другим данным, имя Бенито Бонито было не Александр, а Бенетт Грахам (Bennett Grahame), и хотя эта версия легенды соглашается с тем, что он командовал бригом «Девоншир», Грахам решил стать пиратом позже, в 1818 году, когда «Девоншир» был отправлен с миссией исследования побережья Южной Америки. Третьи источники связывают Бенито Бонито и Бенетта Грэхема, считая их разными людьми, которые, однако, в течение некоторого периода действовали вместе.

## Австралийская версия
По мнению австралийских кладоискателей, Бенито Бонито после ограбления нескольких испанских кораблей с сокровищами не заходил на остров Кокос, а пошёл прямо к берегам их континента. Они считали, что пират направлялся в Мельбурн, но когда он входил в залив Порт-Филлип, его неожиданно атаковал английский королевский фрегат. Кровавый Клинок сумел уйти, высадившись на берег у мыса Квинсклифф (Виктория), где и спрятал клад стоимостью 30 миллионов фунтов стерлингов. Клад был спрятан в пещере, вход в которую завалили, взорвав бочку с порохом. Через некоторое время пираты были пойманы и повешены — все, кроме юнги, которому удалось бежать на остров Тасмания. Утверждается, что у этого юнги на левом предплечье была вытатуирована карта, на которой крестиком была обозначена пещера с кладом Бенито Бонито. Финал этой истории традиционный для большинства историй о кладах: множество попыток разыскать клад, перевезённый пиратами в Австралию, закончились безрезультатно.